# Pochuteeks
Het Pochuteeks is een dode taal uit de Uto-Azteekse taalfamilie. Het Pochuteeks is voor zover bekend de meest naaste verwant van het Nahuatl.
De taal werd gesproken in het zuiden van Oaxaca, in en rond Pochutla. De taal is 13 eeuwen geleden ontstaan, vermoedelijk door Nahuaemigranten na de val van Teotihuacán. De laatste spreker is overleden in 1917, hoewel er nog zo'n vijftig jaar later mensen met enige kennis van de taal in leven waren.